# Eger (Elbe)
De Eger (Tsjechisch:Ohřeⓘ) is een rivier in Duitsland en Tsjechië. Het is een linkerzijrivier van de Elbe met een lengte van 291 kilometer. De rivier ontspringt aan de noordzijde van de Schneeberg, de hoogste berg van het Fichtelgebergte, in de buurt van het Beierse stadje Weißenstadt. Bij Litoměřice mondt ze uit in de Elbe. Het stroomgebied van de rivier bedraagt 6255 km², waarvan 5614 km² in Tsjechië en 641 km² in Duitsland.
Ongeveer 35 kilometer na de bron passeert de rivier de Duits-Tsjechische grens. Vlak over de grens passeert de Eger de stad Cheb. Deze stad heet in het Duits, net als de rivier, Eger. Na Cheb stroomt de rivier zo'n 100 kilometer in oostelijke richting ten zuiden van het Ertsgebergte. Daarbij passeert ze de stad Karlsbad. Ook de steden Louny en Terezín liggen aan de Eger.
Het grootste stuwmeer in de Eger bevindt zich stroomopwaarts van Cheb en werd tussen 1962 en 1964 aangelegd. Dit Stuwmeer van Skalka (Údolní nádrž Skalka) heeft een oppervlakte van 378 ha.
De grootste zijrivier van de Eger is de Teplá, die in Karlsbad uitmondt in de Eger.

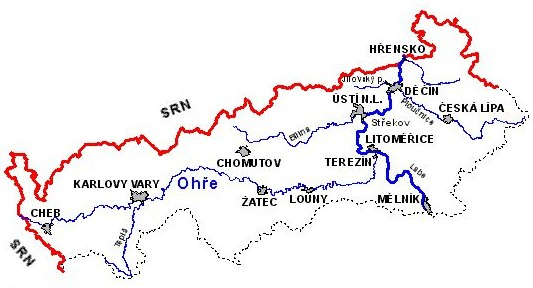
Stroomgebied van de Ohře in Tsjechië

- Bibliothèque nationale de France: cb13612160f (data)
- Library of Congress Control Number: sh94002273
- Nationale Bibliotheek van Tsjechië: ge130294
- Nationale Bibliotheek van Israël: 987007532460305171
- Système universitaire de documentation: 055827292
- Virtual International Authority File: 239468631